# Алюминиевые композитные панели

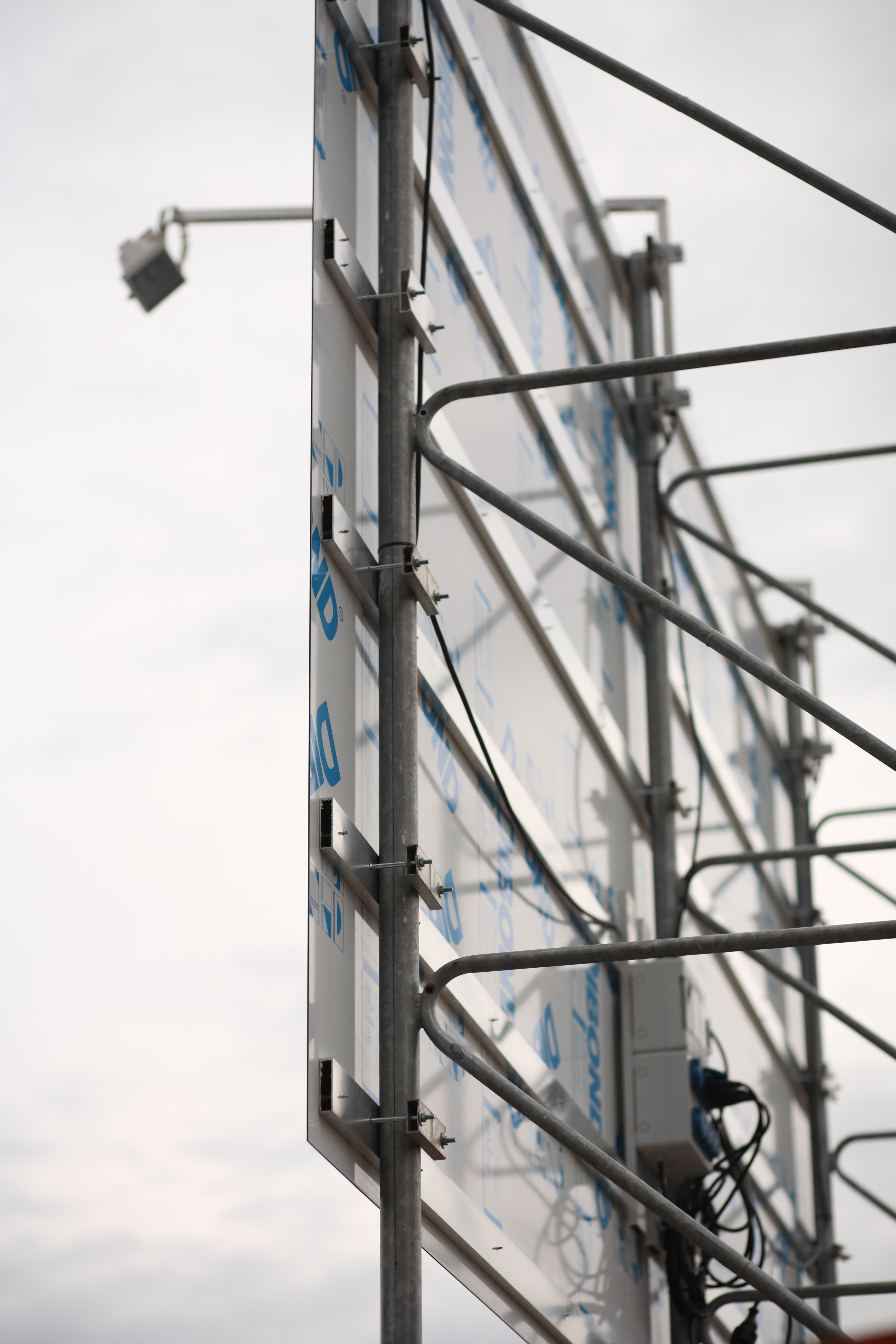
Система монтажа алюминиевых композитных панелей

Алюминиевые композитные панели (АКП, в обиходе распространено название «Алюкобонд» от ALUCOBOND®, одноимённого производителя панелей) — высокотехнологичный, строительный, облицовочный композитный материал. Панели состоят из двух предварительно окрашенных алюминиевых листов толщиной до 0,5 мм, между которыми располагается средний слой – полимерная композиция на основе полиолефинов.
Интегрируясь в единую структуру, исходные материалы позволяют получить готовую панель, обладающую принципиально иными свойствами, чем свойства исходных компонентов в отдельности. Алюминиевая композитная панель, в силу особых свойств, может служить как отделочным, так и конструктивным материалом.

## Использование АКП
Как правило, тонкие АКП толщиной 3,0 мм с алюминиевой стенкой 0,21–0,3 мм применяются для отделки и оформления интерьеров и для производства рекламных конструкций, наружной рекламы, а также в создании малых архитектурных форм. Панели толщиной 4,0 мм и более и с алюминиевой стенкой 0,4 мм предназначены для облицовки фасадов зданий и сооружений, различных по своему назначению. 
Основное применение АКП: 
- наружная облицовка в фасадных системах с использованием технологии вентилируемого фасада общественных, промышленных и жилых высотных зданий;
- внутренняя отделка помещений с моющейся, износостойкой облицовкой в общественных местах (аэропорты, железнодорожные станции, больницы, рестораны и т. п.);
- внутренняя отделка жилых и коммерческих помещений АКП с нанесёнными принтами;
- конструкционный материал для изготовления рекламных конструкций наружной рекламы  (вывески, лайт-боксы, транспортные и рекламные указатели);
- конструкционный материал для изготовления элементов брендинговой рекламы, торгового и выставочного оборудования, выставочных павильонов.

## Обработка АКП
Алюминиевые композитные панели предполагают возможность сгиба композитного листа с минимальным радиусом закругления. Минимальный радиус сгиба листа АКП равен толщине слоя, умноженной на коэффициент (1,5 — при сгибе поперек прокатки, 2 — при сгибе вдоль прокатки листа). Помимо гиба под углом, АКП подвергают вальцовке с использованием полированного пуансона с прокладкой, исключающей царапание алюминиевого покрытия панели.
Для вертикального и горизонтального разрезания панелей могут использоваться циркулярные пилы с максимальной скоростью резки 5500 об/мин, максимальной подачей 30 м/мин и пилой диаметром 200-350 мм, а также точные рамные пилы. Для разрезания панелей можно использовать гидравлические резаки типа «гильотины» с усовершенствованной технологией резки.
При мелкосерийном и одиночном изготовлении небольших изделий из АКП для раскроя можно использовать обычный строительный нож и металлическую линейку.

## Свойства материала
Общая толщина панели — от 2 до 6 мм.  Наиболее часто используемые толщины 3 и 4 мм. Масса панелей составляет от 5.5 до 7.8 кг на квадратный метр, коэффициент линейного теплового расширения — 7⋅10−6 /°C.
Алюминиевые композитные панели не являются теплоизолирующими материалами. Напротив, параметры внутреннего полимерного листа подобраны так, чтобы обеспечить достаточно эффективный теплообмен, выравнивающий температуры наружного и внутреннего листов алюминия (в противном случае при нагреве на солнце возможна деформация пластин). Во избежание появления «мостиков холода» между кронштейнами монтажных направляющих и несущей стеной используются терморазрывные прокладки (из пластика или паронита).
Огнестойкость панелей зависит от конкретной модификации.  Трудногорючие композиты получаются в результате высокомолекулярного соединения полиолефинов и специальных добавок — антипиренов. Их задача — предотвращать не просто возгорание компаунда или изготовленного с помощь него изделия, но и предотвращать распространения пламени. Процентное содержание антипирена в материале зависит от области применения композита и требований заказчика. Трудногорючие композиты применяются в качестве среднего слоя алюминиевых композитных панелей, применяемых для облицовки вентилируемых фасадов жилых зданий высокой этажности и зданий специального назначения.